# 5. září
5. září je 248. den roku podle gregoriánského kalendáře (249. v přestupném roce). Do konce roku zbývá 117 dní. 

## Události

### Česko
- 1415 – Husitská šlechta z Čech a Moravy ustavila na svém sjezdu obranný svaz proti útokům strany katolické
- 1723 – Karel VI. byl slavnostně korunován na českého krále.
- 1883 – Byl založen Českomoravský spolek selský pro Moravu, který byl první politickou organizací moravských rolníků.
- 1892 – V Praze skončila velká povodeň, která začala Prahu a předměstí trápit 2. srpna. Byla zatopena větší část Starého Města. 4. září ráno voda pobořila Karlův most a zatopila kotelny a přízemní části Národního divadla.
- 1919 – Olga Scheinpflugová předčítá v malém Čapkově bytě v Říční ulici skupině literátů a umělců Čapkovu novou hru R.U.R.
- 1920 – V Praze se konala celostátní konference tzv. marxistické levice. Byla jedním z důkazů vzmáhajícího se levicového radikalismu v ČSR, který se hlásil k sovětskému systému nastolenému v Rusku a ohrožoval demokracii v republice.
- 1938 – Čs. vláda přijala další plán na řešení sudetoněmecké otázky. V podstatě odpovídal všem požadavkům Henleinovy Sudetoněmecké strany
- 1941 – Premiéra české filmové komedie Martina Friče Tetička s Růženou Naskovou v titulní roli.
- 1947 – Premiéra české filmové komedie Poslední mohykán s Jaroslavem Marvanem v hlavní dvojroli. Režisér Vladimír Slavínský natočil film podle divadelní hry Poslední muž od F. X. Svobody.
- 1955 – Ústav pro výzkum motorových vozidel zahájil jízdní a technické zkoušky prototypu nákladního automobilu Praga S5T.
- 1994 – Ve Vrchlabí byla zahájen výroba pěti desítek prototypů vozu Škoda Felicia.
- 2001 – Česká republika prodala 51 % akcií Českých radiokomunikací dánské firmě TDC a Deutsche Bank
- 2005 – Byl odvysílán první díl seriálu Ulice.
- 2016 – Zahájila vysílání slovenská televizní stanice působící i v Česku JOJ Family.

### Svět
- 1774 –  Ve Filadelfii započal první kontinentální kongres.
- 1914 – První světová válka: začala první bitva na Marně, v níž francouzská armáda odrazila Němce, pronikající k Paříži.
- 1915 – Započala pacifistická Zimmerwaldská konference nedaleko Bernu.
- 1939 – USA a Japonsko vyhlásily neutralitu v evropské válce.
- 1960 – Básník Léopold Sédar Senghor byl zvolen prvním prezidentem Senegalu.
- 1972 – Mnichovský masakr: členové palestinské teroristické skupiny „Černé září“ zajali izraelské atlety na mnichovských olympijských hrách.
- 1977 – NASA vypustila vesmírnou sondu Voyager 1, v současnosti nejvzdálenější člověkem vytvořený objekt ve Vesmíru.
- 2016 – Zahájila vysílání slovenská televizní stanice JOJ Family.
- 2017 – Byla poprvé představena rubínová čokoláda.

## Narození

### Česko

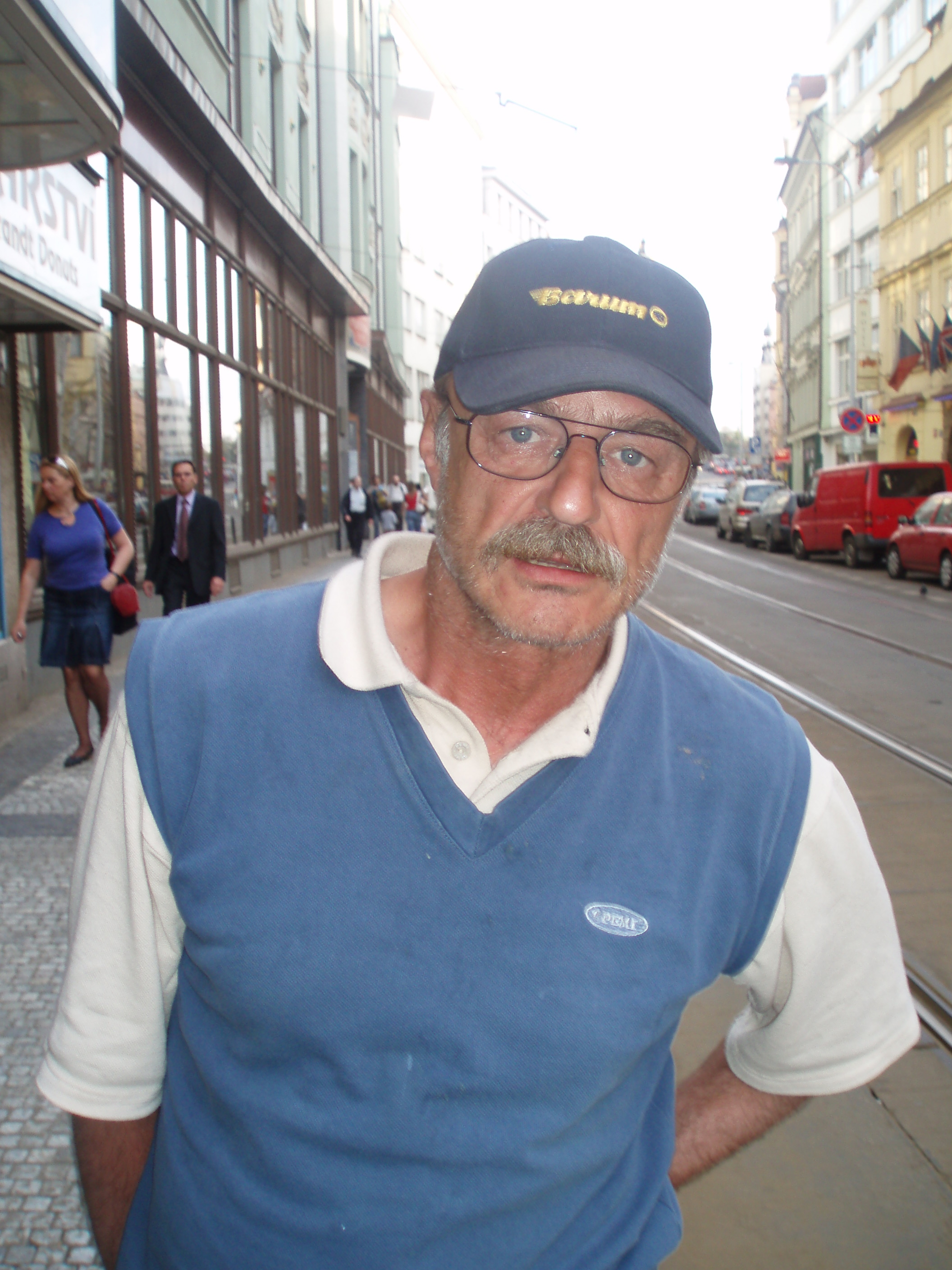
Pavel Nový (* 1948)

- 1269 – Anežka Přemyslovna, dcera Přemysla Otakara II., česká princezna a rakouská vévodkyně († 17. května 1296)
- 1642 – Marie Oranžsko-Nasavská, nizozemská princezna († 20. března 1688)
- 1715
  - Václav Viktor Morávek, sochař († 31. března 1779)
  - Ignác Raab, barokní malíř († 2. února 1787)
- 1761 – Emanuel Johann Faulhaber († 9. prosince 1835)
- 1785 – Antonín Marek, spisovatel († 15. února 1877)
- 1829 – Josef Václav Frič, spisovatel, novinář a politik († 14. říjen 1890)
- 1835 – Josef Bernat, kanovník Katedrální kapituly u sv. Štěpána v Litoměřicích († 16. října 1915)
- 1843 – Václav Kosmák, český novinář a spisovatel († 15. března 1898)
- 1847 – František Štědrý, český historik a kněz († 26. ledna 1932)
- 1858 – Alois Jiránek, hudební skladatel, pedagog a výtvarník († 24. května 1950)
- 1869
  - Václav Bouček, československý politik († 10. dubna 1940)
  - Václav Novotný, český historik († 14. července 1932)
- 1876 – Antonín Benjamin Svojsík, zakladatel českého skautingu († 17. září 1938)
- 1881 – Richard Bienert, předseda vlády a ministr vnitra za protektorátu († 3. února 1949)
- 1883 – Oskar Pollak, historik umění († 11. června 1915)
- 1900 – Anežka Hrabětová-Uhrová, česká botanička († 4. května 1981)
- 1909
  - Vlasta Děkanová, gymnastka, stříbrná medaile na LOH 1936 v Berlíně († 16. října 1974)
  - Marie Podvalová, operní pěvkyně († 16. května 1992)
- 1919 – Michal Sedloň, básník a překladatel († 1. března 1982)
- 1924 – Jiří Novák, houslista († 10. září 2010)
- 1926 – Sonja Sázavská, česká herečka a režisérka († 28. srpna 2013)
- 1929
  - Zdeněk Chotěnovský, český malíř, ilustrátor, grafik a scénograf († 10. února 1993)
  - Jaromír Císař, ministr pro místní rozvoj ČR
- 1932 – Jiří Seifert, sochař, medailér a restaurátor († 25. července 1999)
- 1934 – František Kratochvíl, český výtvarník, režisér a herec
- 1935 – Petr Horák, český filozof
- 1940 – Vlastimil Podracký, český spisovatel
- 1946 – Jindřich Štreit, dokumentární fotograf a pedagog
- 1948 – Pavel Nový, herec divadla Ypsilon
- 1951 – Jiří Svoboda, česko-kanadský cestovatel a spisovatel († leden 2008)
- 1953
  - Jan Neliba, hokejista
  - Pavel Šafařík, český politik
- 1956 – Zbyšek Pechr, sportovní novinář
- 1958 – Pavel Kysilka, pověřený guvernér ČNB
- 1959 – Miloslav Šmídmajer, český filmový producent, režisér a scenárista
- 1960 – Jiří Mayer, hematolog a onkolog, děkan Lékařské fakulty Masarykovy univerzity
- 1971 – Kamila Špráchalová, herečka
- 1985 – Jan Mazoch, skokan na lyžích
- 1999 – Filip Chytil, hokejový útočník
- 2005 – Jakub Dudycha, atlet, reprezentant v běhu na 800 m

### Svět

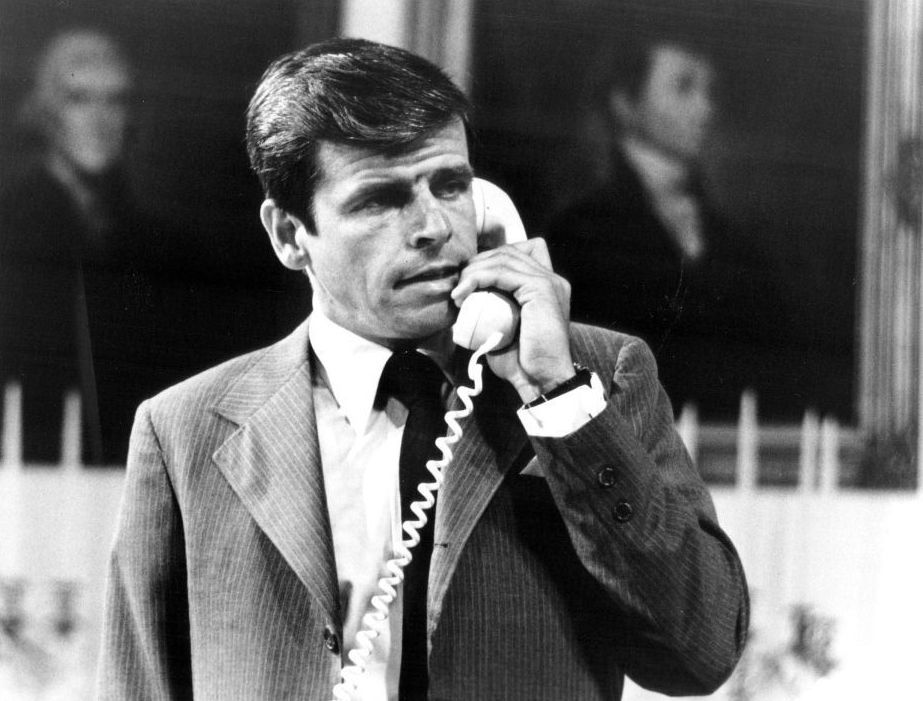
William Devane (* 1939)

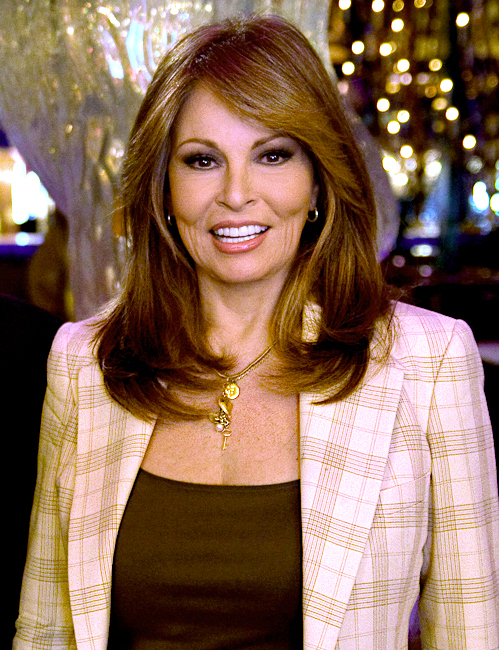
Raquel Welch (* 1940)

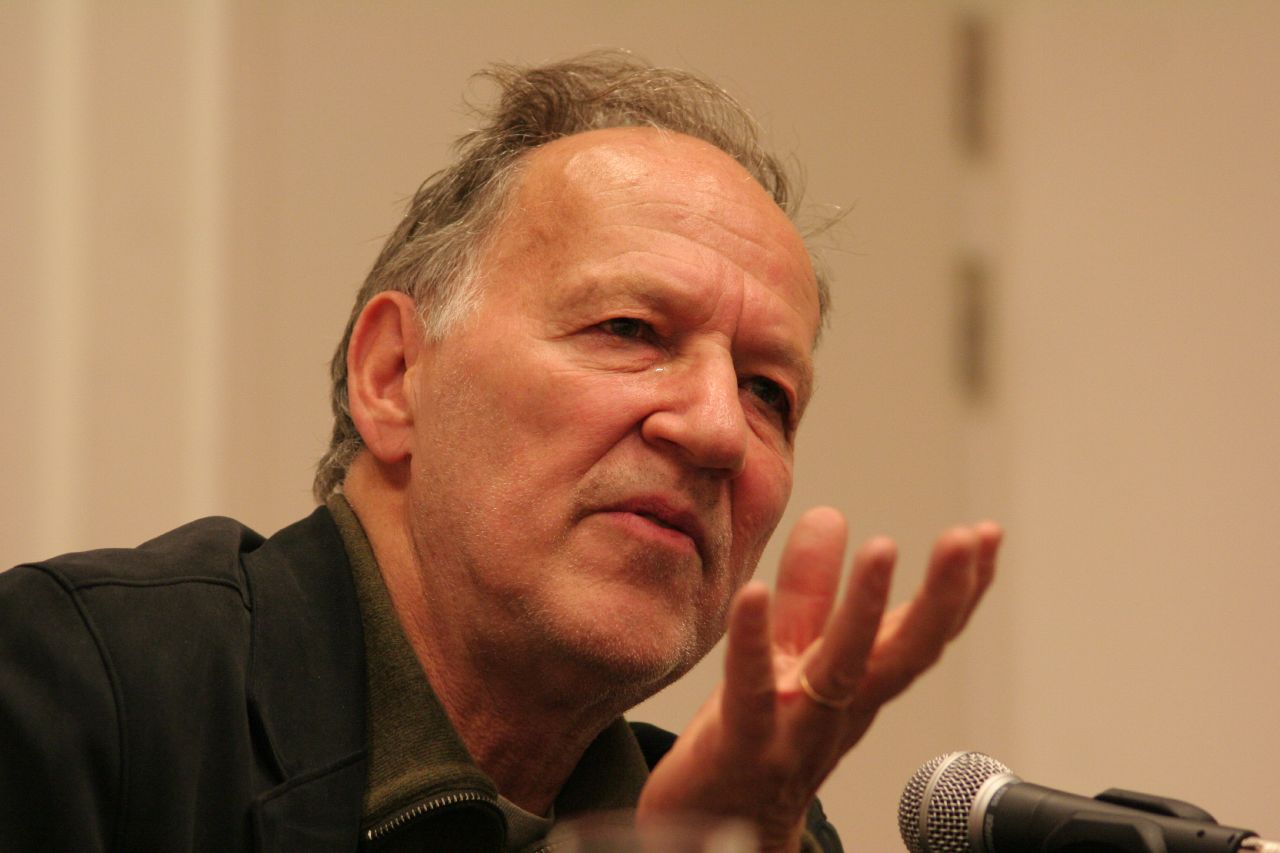
Werner Herzog (* 1942)

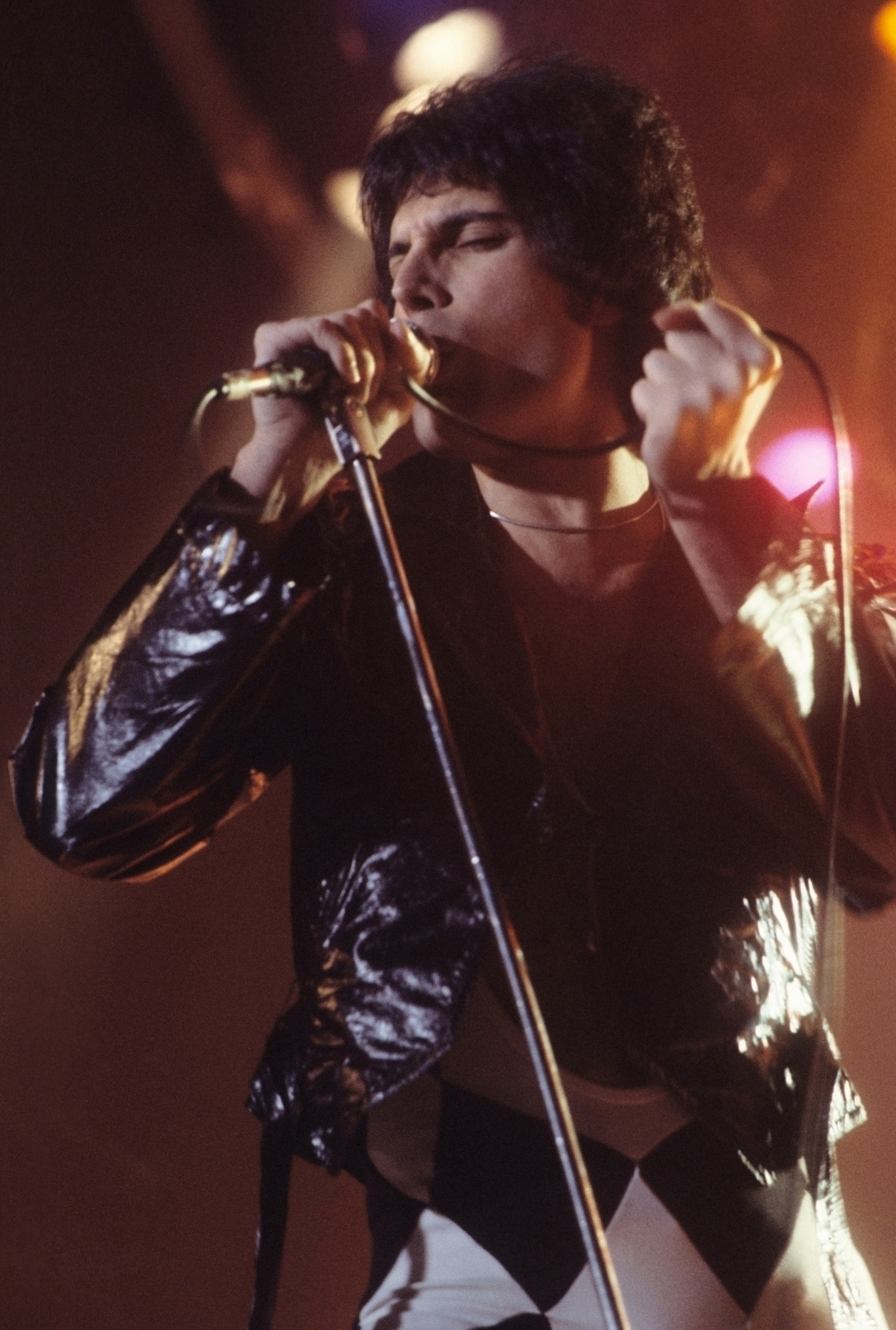
Freddie Mercury (* 1946)

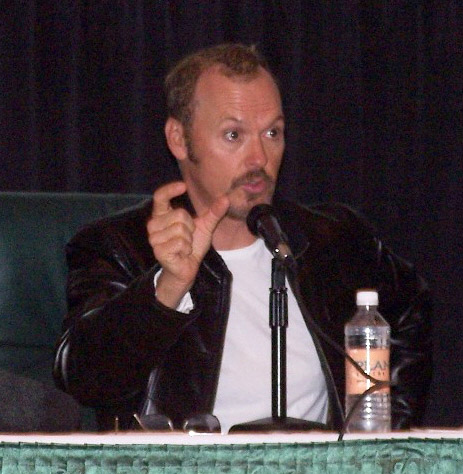
Michael Keaton (* 1951)

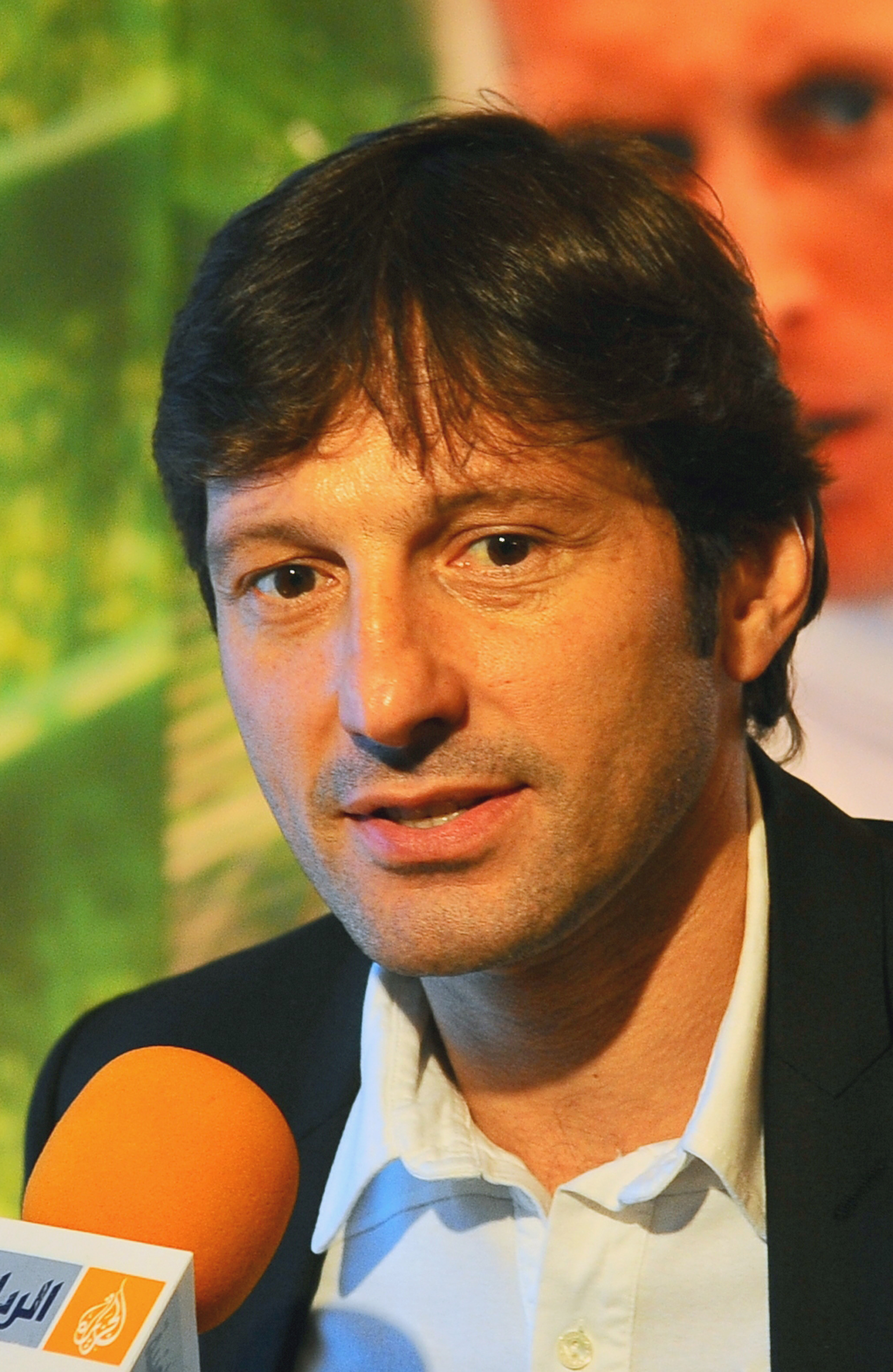
Leonardo Nascimento de Araújo (* 1969)

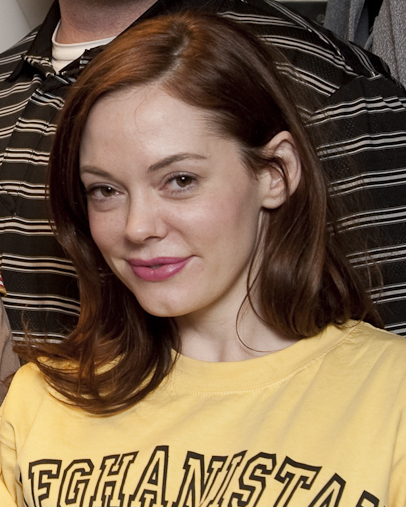
Rose McGowan (* 1973)

- 1187 – Ludvík VIII. Francouzský, francouzský král z dynastie Kapetovců († 8. listopadu 1226)
- 1201 – Alice z Thouars, bretaňská vévodkyně († 21. října 1221)
- 1495 – Giovanni Agostino Abate, italský historik († asi 1575)
- 1568 – Tommaso Campanella, italský filozof, teolog, astrolog a básník († 21. května 1639)
- 1569 – Jiří Fridrich Hohenlohe, voják a básník († 7. července 1645
- 1638 – Ludvík XIV., francouzský král z rodu Bourbonů († 1. září 1715)
- 1652 – William Dampier, anglický mořeplavec († březen 1715)
- 1600 – Loreto Vittori, italský zpěvák-kastrát, básník a hudební skladatel († 23. dubna 1670)
- 1667 – Giovanni Girolamo Saccheri, italský matematik a filozof († 25. října 1733)
- 1705 – Alžběta Alexandrine Bourbonská, francouzská princezna královské krve († 15. dubna 1765)
- 1722 – Fridrich Kristián Saský, saský kurfiřt († 17. prosince 1763)
- 1733 – Christoph Martin Wieland, německý spisovatel, překladatel a vydavatel († 20. ledna 1813)
- 1735 – Johann Christian Bach, německý hudební skladatel († 1. ledna 1782)
- 1771 – Karel Ludvík Rakousko-Těšínský, rakouský arcivévoda († 30. dubna 1847)
- 1774 – Caspar David Friedrich, německý malíř a kreslíř († 7. května 1840)
- 1787 – François Sulpice Beudant, francouzský mineralog a geolog († 10. prosince 1850)
- 1789 – Clarke Abel, britský lékař, cestovatel a botanik († 24. listopadu 1826)
- 1791 – Giacomo Meyerbeer, německý skladatel († 2. května 1864)
- 1817 – Alexej Konstantinovič Tolstoj, ruský spisovatel, básník a dramatik († 10. října 1875)
- 1829 – Lester Allan Pelton, americký vynálezce († 14. března 1908)
- 1835 – Adolph Lønborg, dánský fotograf († 27. října 1916)
- 1837 – Harald Paetz, dánský herec a fotograf († 21. listopadu 1895)
- 1847 – Jesse James, americký zločinec († 1882)
- 1860 – Karel Štěpán Rakousko-Těšínský, rakouský arcivévoda a admirál († 7. dubna 1933)
- 1869 – Karolina Marie Rakousko-Toskánská, rakouská arcivévodkyně a sasko-kobursko-gothajská princezna († 12. května 1945)
- 1873 – Bogumił Šwjela, dolnolužický evangelický duchovní, jazykovědec († 20. května 1948)
- 1876 – Wilhelm von Leeb, německý polní maršál († 29. dubna 1956)
- 1881 – Otto Bauer, rakouský politik, představitel a teoretik austromarxismu († 4. července 1938)
- 1883 – Melvin Sheppard, americký atlet, čtyřnásobný olympijský vítěz († 4. ledna 1942)
- 1888 – Sarvepalli Rádhakrišnan, indický filozof, státník a překladatel, druhý prezident Indie († 1975)
- 1896 – Heimito von Doderer, rakouský spisovatel († 23. prosince 1966)
- 1901 – Mario Scelba, premiér Itálie († 29. října 1991)
- 1902 – Darryl F. Zanuck, americký filmový producent († 1979)
- 1905 – Arthur Koestler, britský spisovatel, filozof a novinář († 1. března 1983)
- 1906 – Šimon Agranat, předseda Nejvyššího soudu Státu Izrael († 10. srpna 1992)
- 1912
  - John Cage, americký skladatel († 12. srpna 1992)
  - Kristina Söderbaum, německá filmová herečka († 12. února 2001)
- 1913
  - Mike Buckna, kanadsko-slovenský hokejista († 6. ledna 1996)
  - Ferenc Donáth, maďarský politik, historik zemědělství, publicista († 15. července 1986)
- 1914 – Nicanor Parra, chilský básník a matematik  († 23. ledna 2018)
- 1917 – Jean Bertin, francouzský průkopník dopravy vznášedly († 21. prosince 1975)
- 1919 – Rudolf Syringus Habsbursko-Lotrinský, nejmladší syn posledního rakouského císaře Karla I. († 15. května 2010)
- 1929 – Andrijan Nikolajev, sovětský kosmonaut († 3. července 2004)
- 1931
  - Richie Powell, americký jazzový klavírista († 26. června 1956)
  - Amnon Rubinstein, izraelský právník, vědec a politik († 18. ledna 2024)
- 1933
  - Bruce Davidson, americký fotograf
  - Francisco Javier Errázuriz Ossa, chilský kardinál
- 1934
  - Zacarias Kamwenho, angolský arcibiskup a mírový aktivista
  - Paul Josef Cordes, německý kardinál († 15. března 2024)
- 1938 – Daniel Nuširo, arcibiskup a metropolita Tokia a celého Japonska
- 1939
  - William Devane, americký filmový a televizní herec
  - Clay Regazzoni, švýcarský automobilový závodník († 15. prosince 2006)
  - George Lazenby, australský herec
- 1940 – Raquel Welchová, americká herečka († 15. února 2023)
- 1941 – Rachid Boudjedra, alžírský spisovatel a básník
- 1942 – Werner Herzog, německý režisér (Fitzcarraldo)
- 1945 – Eva Bergmanová, švédská režisérka
- 1946
  - Freddie Mercury, britský zpěvák, člen skupiny Queen († 24. listopadu 1991)
  - Loudon Wainwright III, americký hudebník
- 1947
  - Buddy Miles, americký rockový bubeník († 26. února 2008)
  - Mel Collins, britský rockový saxofonista a flétnista
- 1948 – Benita Ferrero-Waldnerová, rakouská diplomatka a politička
- 1949 – Clem Clempson, anglický rockový kytarista
- 1951
  - Michael Keaton, americký herec
  - Paul Breitner, německý fotbalista
- 1959
  - André Phillips, americký olympijský vítěz v běhu na 400 metrů překážek
  - Waldemar Pawlak, premiér Polska
- 1960 – John Kurzweg, americký hudební producent
- 1963
  - Juan Alderete, americký baskytarista
  - Alenka Ermencová, generálmajorka Slovinské armády
- 1967 – Matthias Sammer, bývalý německý fotbalista
- 1968 – Brad Wilk, americký bubeník
- 1969
  - Dweezil Zappa, americký hudebník
  - Leonardo Nascimento de Araújo, brazilský fotbalový trenér a bývalý záložník
- 1973
  - Zuzana Kapráliková, slovenská herečka
  - Rose McGowan, americká herečka
  - Paddy Considine, britský herec
- 1976
  - Joey Kern, americký herec
  - Carice van Houtenová, nizozemská herečka
- 1981 – Filippo Volandri, italský tenista
- 1982
  - Roko Karanušić, chorvatský tenista
  - Marián Kello, slovenský fotbalový brankář
- 1987 – James Dasaolu, britský atlet, sprinter
- 1989 – Kat Graham, americká herečka, modelka a zpěvačka
- 1990
  - Kim Ju-na, jihokorejská krasobruslařka
  - Oxana Kalašnikovová, gruzínská tenistka
- 1994 – Gregorio Paltrinieri, italský plavec
- 1996 – Sigrid, norská zpěvačka a skladatelka
- 1998 – Caroline Dolehideová, americká tenistka
- 2001 – Bukayo Saka, britský fotbalista
- 2004 – Robin Montgomeryová, americká tenistka

## Úmrtí

### Česko

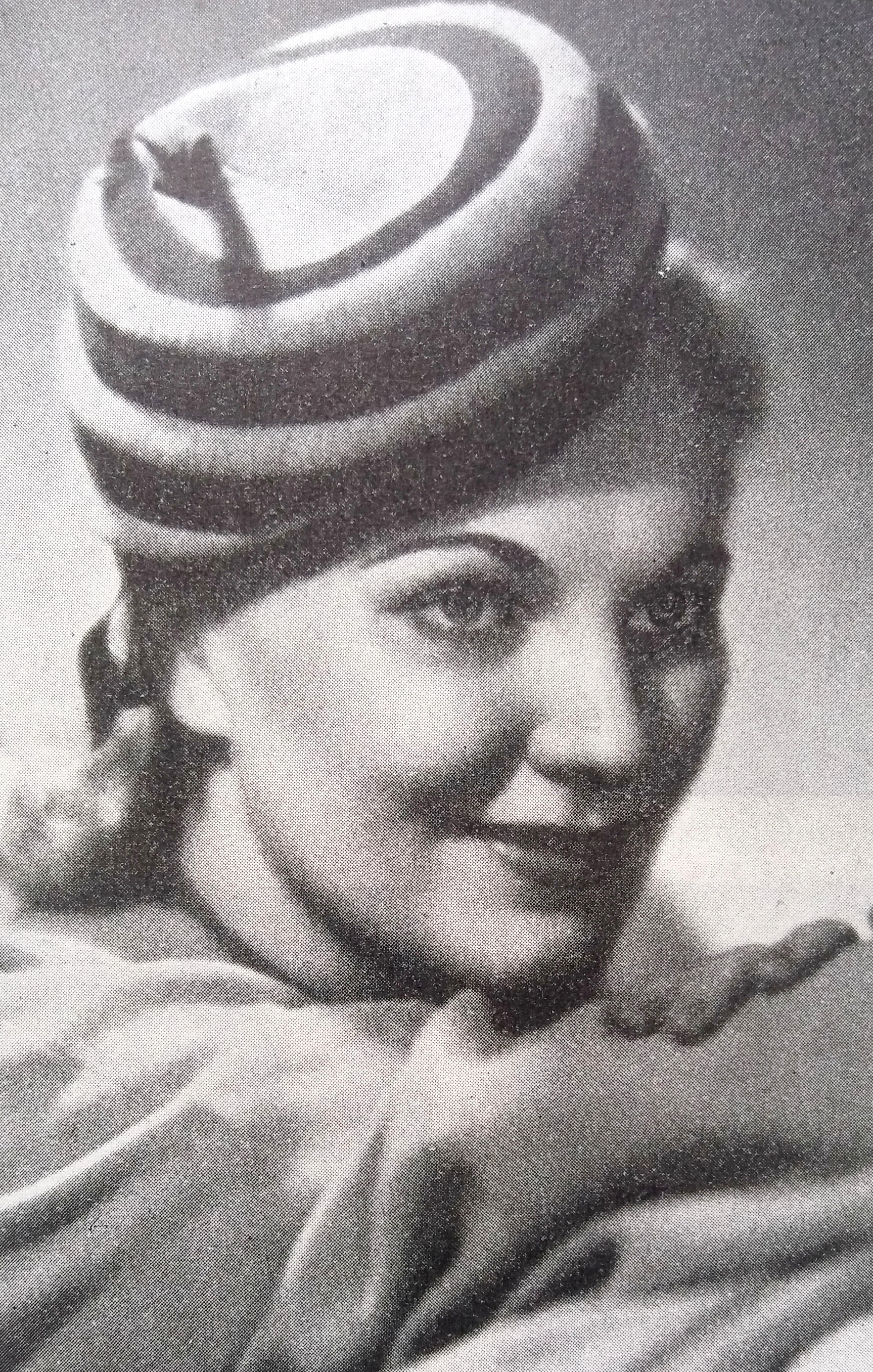
Jiřina Štěpničková († 1985)

- 1737 – Václav z Morzinu, milovník a znalec umění, mecenáš (* 4. března 1676)
- 1836 – Ferdinand Maria Chotek, šlechtic a arcibiskup (* 8. září 1771)
- 1838 – Eduard Belcredi, šlechtic (* 17. července 1786)
- 1905 – Antonín Baťa starší, zakladatel obuvnické dynastie Baťů (* 13. srpna 1844)
- 1907 – Josef Merhaut, spisovatel (* 13. října 1863)
- 1913 – Vilém Amort, český sochař (* 7. října 1864)
- 1934 – Josef Bosáček, český malíř (* 17. února 1857)
- 1942
  - Václav Čikl, český pravoslavný duchovní, odbojář (* 1. ledna 1900)
  - František Roith, český architekt (* 16. červenec 1876)
- 1943 – Aleš Hrdlička, antropolog (* 29. března 1869) 1945
- 1945
  - Louis Weinert-Wilton, sudetoněmecký spisovatel (* 11. května 1875)
  - Rosa Vůjtěchová, zakladatelka Kongregace sester těšitelek Božského Srdce Ježíšova (* 21. října 1876)
- 1951 – Božena Jelínková-Jirásková, česká malířka (* 10. června 1880)
- 1953 – Alexander Spitzmüller, ministr financí Rakouska-Uherska (* 12. června 1862)
- 1954 – Theodor Bartošek, československý politik (* 4. listopadu 1877)
- 1968 – Zikmund Jan Kapic, převor oseckého kláštera (* 27. listopadu 1888)
- 1985 – Jiřina Štěpničková, herečka (* 3. dubna 1912)
- 1988 – Jaroslav Charvát, český historik a archivář (* 22. září 1904)
- 1990 – Ludmila Jankovcová, československá politička, ministryně, chartistka (* 8. srpna 1897)
- 1996 – Božena Kamenická, lidová léčitelka a bylinkářka (* 7. srpna 1898)
- 1997 – Jana Sternová, aktivní členka a v roce 1984 mluvčí Charty 77 (* 6. března 1921)
- 2002 – Ivana Mixová, operní pěvkyně (* 2. prosince 1930)
- 2003 – Jiří Rathouský, český tvůrce písma, typograf a pedagog (* 20. dubna 1924)
- 2004 – Vlastislav Housa, český sochař a medailér (* 1. ledna 1932)
- 2008 – Miroslav Havel, český sklář (* 26. května 1922)
- 2011 – Anděla Dvořáková, předsedkyně Českého svazu bojovníků za svobodu (* 30. května 1927)
- 2014 – Karel Černý, filmový architekt a výtvarník (* 7. dubna 1922)
- 2019 – Jaroslav Weigel, český výtvarník a herec (* 2. ledna 1931)

### Svět

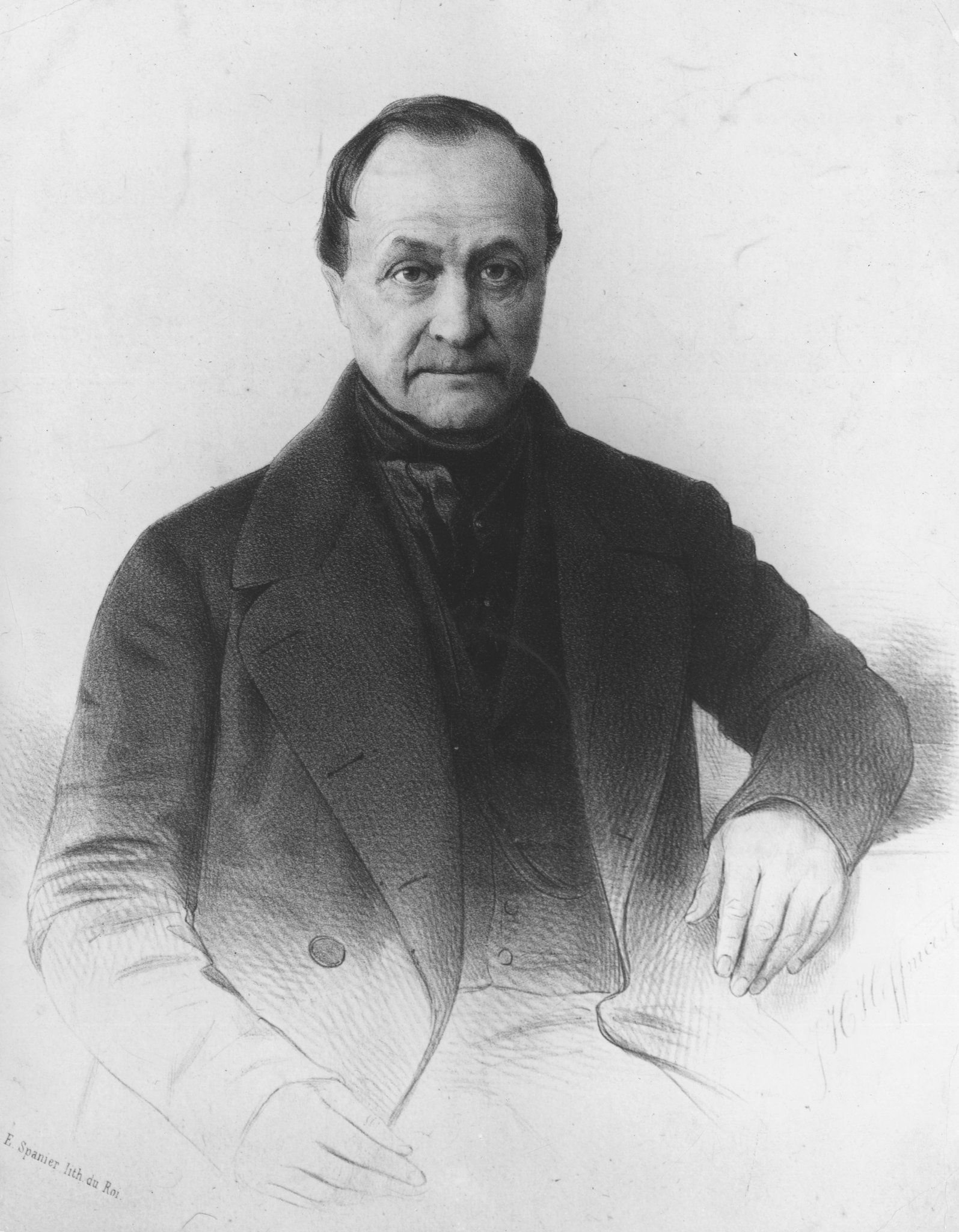
Auguste Comte († 1857)

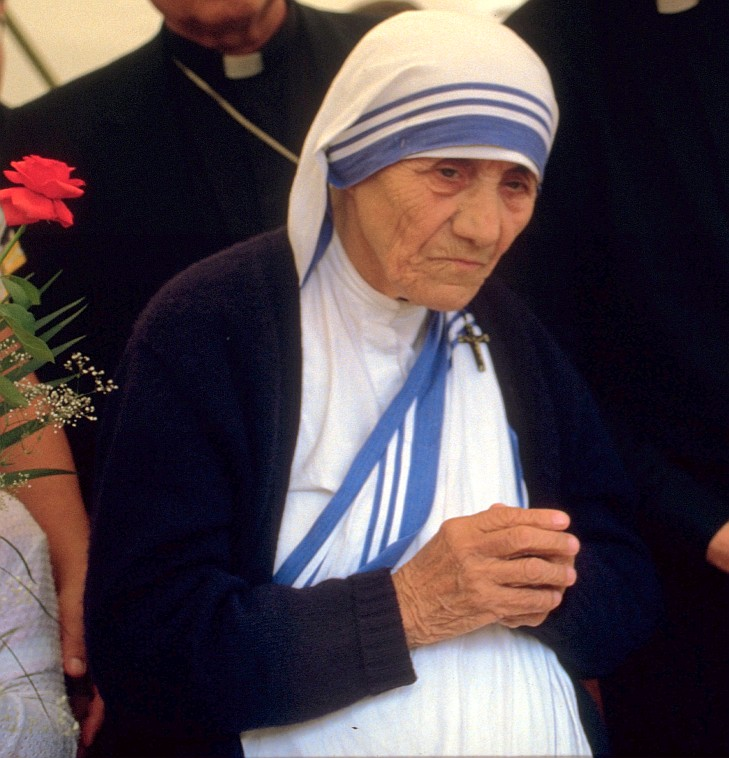
Matka Tereza († 1997)

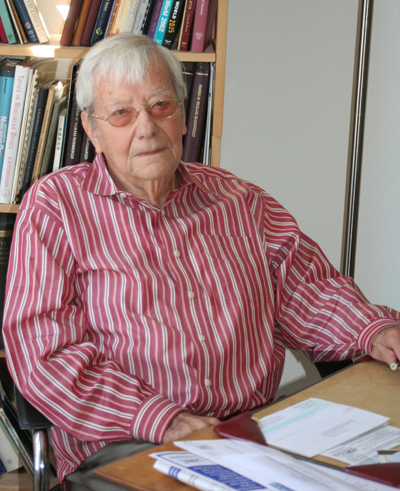
Nicolaas Bloembergen († 2017)

- 1311 – Omodej Aba, uherský šlechtic, palatin a zemský soudce (* ?)
- 1451 – Isabela Nevillová, vévodkyně z Clarence, hraběnka z Warwicku († 21. prosince 1476)
- 1548 – Kateřina Parrová, šestá žena Jindřicha VIII. (* 1512)
- 1566 – Sulejman I., panovník Osmanské říše (* 6. listopadu 1494)
- 1803 – Choderlos de Laclos, francouzský spisovatel (* 18. října 1741)
- 1836 – Ferdinand Raimund, rakouský dramatik a herec (* 1. června 1790)
- 1838 – Charles Percier, francouzský architekt (* 22. srpna 1764)
- 1849 – Antun Nemčić, chorvatský spisovatel (* 14. ledna 1813)
- 1857 – Auguste Comte, francouzský myslitel (* 17. ledna 1798)
- 1885 – Walter B. Woodbury, britský fotograf a vynálezce (* 26. června 1834)
- 1902 – Rudolf Virchow, německý lékař a politik (* 13. listopadu 1821)
- 1906 – Ludwig Boltzmann, rakouský fyzik (* 20. února 1844)
- 1914 – Charles Péguy, francouzský spisovatel, filozof a básník (* 7. ledna 1873)
- 1915 – David Bedell-Sivright, skotský ragbista (* 8. prosince 1880)
- 1919 – Vasilij Ivanovič Čapajev, sovětský vojevůdce z Ruské občanské války (* 9. února 1887)
- 1994 – Šimšon Amicur, izraelský matematik (* 26. srpna 1921)
- 1926 – Karl Harrer, zakládající člen německé dělnické strany (DAP) (* 8. října 1890)
- 1927 – Marcus Loew, zakladatel filmových společností Loews Cineplex Entertainment a Metro-Goldwyn-Mayer (* 7. května 1870)
- 1931 – Isabela z Croy, rakouská arcivévodkyně a těšínská kněžna (* 27. února 1856)
- 1942 – Zsigmond Móricz, maďarský spisovatel, redaktor a novinář (* 1879)
- 1948 – Richard Tolman, americký matematik a fyzik (* 1881)
- 1951 – Milica Černohorská, černohorská princezna, ruská velkovévodkyně (* 14. července 1866)
- 1960 – Ivan Horváth, slovenský spisovatel a politik (* 26. července 1904)
- 1967 – Vilho Tuulos, finský olympijský vítěz v trojskoku (* 26. března 1895)
- 1970 – Jochen Rindt, německo-rakouský pilot Formule 1 (* 18. dubna 1942)
- 1971
  - Pchan Tchien-šou, čínský malíř, uměnovědec a pedagog (* 14. března 1897)
  - Ed Gordon, americký olympijský vítěz ve skoku do dálky (* 1. července 1908)
- 1982 – Douglas Bader, britský válečný pilot (* 10. února 1910)
- 1987 – Wolfgang Fortner, německý hudební skladatel a pedagog (* 12. října 1907)
- 1988 – Vasilij Pavlovič Mžavanadze, gruzínský politik (* 20. září 1902)
- 1991 – Fahrelnissa Zeid, turecká umělkyně a manželka prince z Iráku (* 7. ledna 1901)
- 1992 – Fritz Leiber, americký spisovatel (* 24. prosince 1910)
- 1996 – Anselm Strauss, americký sociolog (* 18. prosince 1916)
- 1997
  - Georg Solti, britský dirigent a klavírista (* 21. října 1912)
  - Matka Tereza, albánská misionářka a nositelka Nobelovy ceny míru (* 26. srpna 1910)
- 2003 – Kir Bulyčov, ruský historik a spisovatel sci-fi (* 18. října 1934)
- 2012 – Christian Marin, francouzský herec (* 8. února 1929)
- 2015 – Patricia Canningová Toddová, americká tenistka (* 22. července 1922)
- 2016 – Phyllis Schlaflyová, americká právnička, politička a spisovatelka (* 15. srpna 1924)
- 2017
  - Nicolaas Bloembergen, nizozemsko-americký fyzik, nositel Nobelovy ceny (* 11. března1920)
  - Holger Czukay, německý baskytarista (* 24. března 1938)
- 2018 – Imrich Andrejčák, československý generál, 1. ministr obrany SR (* 12. července 1941)
- 2021 – Ivan Patzaichin, rumunský rychlostní kanoista (* 26. listopadu 1949)

## Svátky

### Česko
- Boris
- Bojan, Bojislava
- Viktorin, Viktorín
- Gleb
- Larisa

### Svět
- Mezinárodní den charity
- USA: Labor Day (svátek práce, je-li pondělí)
- Namibie, Jihoafrická republika: Den osadníků, je-li pondělí

| 5. září v pražském KlementinuÚdaje jsou platné k 8. 7. 2025. | 5. září v pražském KlementinuÚdaje jsou platné k 8. 7. 2025. | 5. září v pražském KlementinuÚdaje jsou platné k 8. 7. 2025. |
| minimum                                                      | denní průměr                                                 | maximum                                                      |
| ------------------------------------------------------------ | ------------------------------------------------------------ | ------------------------------------------------------------ |
| 5,7 °C (1869)                                                | 17,0 °C (od 1961)                                            | 33,1 °C (1781)                                               |